# Víkend (film)
Víkend (v originále Weekend) je britský hraný film z roku 2011, který režíroval Andrew Haigh podle vlastního scénáře. Snímek zachycuje vztah dvou mužů během jednoho víkendu. Film měl světovou premiéru na filmovém festivalu South by Southwest.

## Děj
Russell bydlí v Notting Hillu a v pátek večer je pozván ke svým přátelům na malou oslavu. Odtud odchází do gay klubu, kde se seznámí s Glenem. V Russellově bytě mají spolu sex. Glen druhý den ráno vyzývá Russella, aby na diktafon mluvil o svých dojmech z poslední noci, protože tyto výpovědi chce využít pro svůj umělecký projekt. Přitom se projeví rozdíly mezi introvertním Russellem, který o své sexualitě mluví neochotně a ve svém okolí se nesnaží upoutat pozornost, a otevřeným Glenem, který by nejraději každému heterosexuálovi vykřičel, že je gay. Přesto si jsou sympatičtí a domluví se, že se o víkendu ještě uvidí. Russel pracuje jako plavčík v bazénu a v sobotu dopoledne má službu. Potom se setká s Glenem, postupně se poznávají, sdělují si intimní věci, diskutují a mají spolu sex. V neděli ráno musí Glen jít na vlak na letiště, protože odjíždí na dva roky do USA, kde se účastní uměleckého kursu. Oba jsou smutní. Russell překvapí Glena, když ho na nástupišti na rozloučenou veřejně políbí. Glen Russellovi vrátí nahrávku s jeho zpovědí.

## Obsazení
| Tom Cullen     | Russell |
| Chris New      | Glen    |
| Johnathan Race | Jamie   |
| Laura Freeman  | Jill    |
| Loreto Murray  | Cathy   |

## Ocenění
- British Independent Film Award: nejlepší produkce a nejlepší mladý herec (Tom Cullen)
- Lesbisch Schwule Filmtage Hamburg: nejlepší film